# I Stand Alone
I Stand Alone ist ein Lied der US-amerikanischen Rockband Godsmack. Das Lied und wurde am 18. Mai 2002 als Single veröffentlicht. In den Vereinigten Staaten wurde die Single mit einer Goldenen Schallplatte ausgezeichnet. Darüber hinaus wurde das Lied für zwei Grammy Awards nominiert.

## Entstehung
Im Jahre 2002 erhielt Sänger Sully Erna das Angebot, den Soundtrack für den Film The Scorpion King zusammenzustellen. Chuck Russell, der Regisseur des Films, ist ein Fan der Band und wollte ursprünglich das Lied „Voodoo“ vom Debütalbum verwenden. Da das Lied zum damaligen Zeitpunkt schon mehrere Jahre alt war, bat Russel Erna, das Lied neu zu arrangieren. Erna lehnte ab und präsentierte Russel mit „I Stand Alone“ ein von ihm neu geschriebenes Lied.
Textlich geht es um den Hauptdarsteller des Films The Scorpion King. Laut Erna handelt es sich um eine große, starke Persönlichkeit, die versteckt in seinem Inneren eine sensible Seite hat. Er fühlt sich isoliert und mag es, Dinge alleine zu machen. Aufgenommen wurde das Lied im Tonstudio The Hit Factory Criteria in Miami. Die Produktion übernahm Mudrock. Das Musikvideo für das Lied enthält Ausschnitte aus dem Film. Regie führten die Brüder Greg und Colin Strause.
Neben dem Soundtrack für den Film The Scorpion King wurde das Lied noch auf dem im Jahre 2003 veröffentlichten dritten Studioalbum von Godsmack Faceless veröffentlicht.

## Titelliste
1. I Stand Alone – 4:07
2. Bad Religion – 3:13
3. Sick of Life – 3:46
4. Vampires – 3:46

## Rezeption
Die Single erreichte Platz 70 in den niederländischen und Platz 98 in den deutschen Singlecharts. Für über 500.000 verkaufter Einheiten wurde die Single in den Vereinigten Staaten mit einer Goldenen Schallplatte ausgezeichnet. Im Jahre 2003 wurde das Lied bei den Grammy Awards in den Kategorien Best Rock Song und Best Hard Rock Performance nominiert. Die Preise gingen jedoch an Bruce Springsteen bzw. die Foo Fighters. Das US-amerikanische Onlinemagazin Loudwire veröffentlichte im April 2015 eine Liste mit den zehn besten Liedern von Godsmack. In dieser Liste erreichte „I Stand Alone“ Platz eins.